# Frisange
Frisange (luxembourgsk: Fréiseng, tysk: Frisingen) er en kommune og et byområde i storhertugdømmet Luxembourg. Kommunen, som har et areal på 18,43 km², ligger i kantonen Esch-sur-Alzette i distriktet Luxembourg. I 2005 havde kommunen 3.170 indbyggere. 